# Пулемётно-артиллерийская дивизия
Пулемётно-артиллерийская дивизия (пулад) — тип военных формирований в Советской армии и Вооружённых силах Российской Федерации в послевоенный период.

## Описание
Первые пулемётно-артиллерийские дивизии были созданы в 1946—1948 гг.  на базе пулемётно-артиллерийских бригад и ряда стрелковых соединений. Первоначально пулемётно-артиллерийские дивизии были схожи с пулемётно-артиллерийскими бригадами (пулабр), основной штатной единицей имея батальон. С 1947 года началось формирование организационно-штатной структуры с пулемётно-артиллерийскими полками (пулап). В состав такой пулемётно-артиллерийской дивизии входили:
- управление, штаб и отдел контрразведки;
- 2—4 пулемётно-артиллерийских полка;
- артиллерийский полк;
- танкосамоходный полк;
- отдельный зенитный ракетный дивизион;
- отдельный инженерный батальон;
- отдельный батальон связи;
- отдельная автомобильная рота подвоза;
- отдельная медико-санитарная рота;
- отдельное авиазвено связи;
- военно-почтовая станция;
- ремонтная мастерская;
- дивизионная автомобильная школа;
- полевая хлебопекарня;
- ветеринарный лазарет.[1]

К 1959 году все 21 пулемётно-артиллерийские дивизии были расформированы либо переформированы в другие части.
С конца 1970-х гг. началось повторное создание пулемётно-артиллерийских дивизий.
Первой такой дивизией стала 18-я пулемётно-артиллерийская дивизия, созданная 19 мая 1978 года в п. Князе-Волконское под Хабаровском. Переведена затем на острова Итуруп и Кунашир на Южных Курилах. Нумерация пулемётно-артиллерийской дивизии и её пулемётно-артиллерийских полков шла в ряду номеров мотострелковых дивизий и полков.
С конца 1980-х гг. в 18-й дивизии пулемётно-артиллерийский полк состоял из отдельных батальонов со своим индивидуальным общевойсковым номером. В состав каждого пулемётно-артиллерийского батальона входило 2 роты танковых огневых точек (РТОТ) по 10 тяжёлых танков ИС-2 или ИС-3 (без двигателей) в каждой и 6 артиллерийских взводов танковых башен (АВТБ) — в каждом по 6 башен танков Т-55 установленных на бетонном основании. Кроме того, в составе пулемётно-артиллерийского полка имелись танковая рота, артиллерийский дивизион (2 батареи 2А36), батарея Град, противотанковая батарея БС-3, зенитный дивизион (батарея ЗСУ-23-4 и батарея Стрела-2М), а также 3 роты: разведывательная, связи, ремонтная и взвод химической защиты.
Осенью 1989 года началось массовое переформирование мотострелковых дивизий в пулемётно-артиллерийские дивизии.
| Пулемётно-артиллерийская дивизия | Создана на базе                          | Год создания | Пункт постоянной дислокации |
| --- | ---------------------------------------- | ------------ | --------------------------- |
| 122-я гвардейская пулемётно-артиллерийская Сталинградско-Киевская ордена Ленина, Краснознамённая, орденов Суворова дивизия                | 122-я гвардейская мотострелковая дивизия | 1989         | п. Даурия                   |
| 126-я пулемётно-артиллерийская дивизия | 192-я мотострелковая дивизия             | 1989         | г. Благовещенск             |
| 127-я пулемётно-артиллерийская ордена Кутузова дивизия                                                                                    | 277-я мотострелковая дивизия             | 1989         | п. Сергеевка                |
| 128-я пулемётно-артиллерийская Свирско-Померанская Краснознамённая, ордена Красной Звезды дивизия                                         | 272-я мотострелковая дивизия             | 1989         | п. Бабстово                 |
| 129-я гвардейская пулемётно-артиллерийская Духовщинско-Хинганская, ордена Октябрьской Революции, Краснознамённая, ордена Суворова дивизия | 123-я гвардейская мотострелковая дивизия | 1989         | п. Барабаш                  |
| 130-я пулемётно-артиллерийская дивизия | 135-я мотострелковая дивизия             | 1989         | г. Лесозаводск              |
| 131-я гвардейская пулемётно-артиллерийская Лозовская Краснознамённая дивизия                                                              | 38-я гвардейская мотострелковая дивизия  | 1989         | г. Сретенск                 |